# Abbaye Saint-Jacques de Joucou
 (mai 2025).
Motif : Rédaction confuse et parcellaire
L'abbaye de Saint-Jacques, nommée plus tard Saint-Jacques de Joucou, fut un monastère et une abbaye documentée depuis le VIIIe siècle, située près du Rébenty, au Pays de Sault, qui faisait alors partie du comté de Razès, aujourd'hui dans la commune de Joucou.

## Présentation

### Fondation
L'abbaye est fondée au VIIIe siècle.

### Construction de l'église Notre-Dame de Formiguères
L'abbaye est mentionnée en 873 lorsque Sigebode, archevêque de Narbonne, consacre le 17 septembre 873, l'église Notre-Dame de Formiguères dans le comté de Razès (aujourd'hui Capcir). Cette église est construite par les comtes Miron le Vieux, son frère Guifré le Velu, les comtes Oliba II de Carcassonne et son frère Acfred Ier.
L'église est alors donnée avec son territoire au monastère de Saint-Jacques et à son abbé Gulfaric, présent à la cérémonie.

### De nombreuses dépendances
Le prieuré de Notre-Dame de Formiguères dépend donc de l'abbaye, au moins jusqu'à la fin du XIe siècle. En outre, l'abbaye possède d'autres dépendances en Donezan et en Capcir, car en plus de Notre-Dame de Formiguères, on a la dépendance de Saint-Salvador des Angles aussi en Capcir, et aiussi celles des paroisses de la vallée du Rébenty en Pays de Sault : Marsa, Gébets, Mérial, Niort, La Fajolle, Mazuby, Galinagues, Aunat, Bessède-de-Sault, etc.
En 1228, l'église collégiale Saint-Pierre de Niort est sous la juridiction de l'archidiacre de Fenouillet Arnaud, qui en est le chapelain. Il en est de même pour Gébetz, Galinagues, Rodome, preuve du délitement du patrimoine de l'ancienne abbaye en faveur de l'archevêque de Narbonne[pas clair].

### Ordre
Le monastère suit la règle bénédictine jusqu'en 1317.

### Rattachement à un nouveau diocèse
En 1317, le pape Jean XXII l'unit à l'évêché d'Alet, sur le territoire de l'archevêché de Narbonne.

### Déclin
En 1459, déjà sur le déclin, il est uni à la collégiale de Saint-Paul de Fenouillet.

### Abbés
On compte, depuis 873, 21 abbés.

### Aujourd'hui
Il ne demeure actuellement que les ruines de l'abside de l'église abbatiale. Le logis du monastère se trouvait entre cette église et la rivière Rébenty.